# Lexus Cup
De Lexus Cup was een golftoernooi voor dames-professionals van 2005 t/m 2008.
Er werd gespeeld door twee teams van twaalf speelsters. Het ene team bestond uit Aziatische speelsters, het andere team uit speelsters uit de rest van de wereld. De formule was net als bij de Ryder Cup en de Solheim Cup. Het enige verschil was dat bij de Lexus Cup alle speelsters iedere dag speelden, drie dagen achter elkaar.
Het toernooi is goedgekeurd door de Amerikaanse LPGA maar het prijzengeld telt niet mee voor de rangorde. De speelsters van het winnende team krijgen US$50.000, de verliezers krijgen US$30.000. Het toernooi werd altijd eind november of begin december gespeeld.
Vanwege de economische crisis wordt de Lexus Cup in 2009 geannuleerd.
| Jaar | Baan                                             | Winnend team        | Score       | Score       | Verliezend team     | Captains                    |
| ---- | ------------------------------------------------ | ------------------- | ----------- | ----------- | ------------------- | --------------------------- |
| 2005 | Tanah Merah Country Club Singapore               | Internationaal team | 16          | 8           | Aziatisch team      | Grace Park Annika Sörenstam |
| 2006 | Tanah Merah Country Club Singapore               | Aziatisch team      | 12½         | 11½         | Internationaal team | Grace Park Annika Sörenstam |
| 2007 | The Vines Golf and Country Club Perth, Australië | Aziatisch team      | 15          | 9           | Internationaal team | Se Ri Pak Annika Sörenstam  |
| 2008 | Singapore Island Country Club Singapore          | Internationaal team | 12½         | 11½         | Aziatisch team      | Se Ri Pak Annika Sörenstam  |
| 2009 | geannuleerd                                      | geannuleerd         | geannuleerd | geannuleerd | geannuleerd         | geannuleerd                 |

## De teams
| Jaar | Azië                                                                            | Azië                                                                              | Rest van de Wereld                                                                                          | Rest van de Wereld                                                                               |
| ---- | ------------------------------------------------------------------------------- | --------------------------------------------------------------------------------- | --- | ------------------------------------------------------------------------------------------------ |
| 2005 | Grace Park, captain Hee-won Han Riko Higashio Jeong Jang Birdie Kim Candie Kung | Meena Lee Namika Omata Gloria Park Jennifer Rosales Aree Song Naree Song          | Annika Sörenstam, captain Marisa Baena Erica Blasberg Paula Creamer Nathalie Gulbis Sophie Gustafson        | Karen Koch Catriona Matthew Jill McGill Janice Moodie Suzann Pettersen Karen Stupples            |
| 2006 | Grace Park, captain Shi Hyun Ahn Se Ri Pak Hee-Won Han Joo Mi Kim Young Kim     | Seon-Hwa Lee Jee Young Lee Meena Lee Sakura Yokomine Candie Kung Jennifer Rosales | Annika Sörenstam, captain Paula Creamer Natalie Gulbis Brittany Lincicome Stacy Prammanasudh Morgan Pressel | Angela Stanford Sherri Steinhauer Nikki Campbell Laura Davies Julieta Granada Carin Koch         |
| 2007 | Se Ri Pak, captain Shi Hyun Ahn Amy Hung In-Kyung Kim Jeong Jang Candie Kung    | Jee Young Lee Seon Hwa Lee Meena Lee Sarah Lee Ji Yai Shin Ayako Uehara           | Annika Sörenstam, captain Nathalie Gulbis Maria Hjorth Cristie Kerr Suzann Pettersen Nicole Castrale        | Angela Park Stacy Prammanasudh Nikki Campbell Brittany Lincicome Catriona Matthew Morgan Pressel |
| 2008 | Se Ri Pak, captain Na Yeon Choi Jeong Jang Eun-hee Ji Song-hee Kim Sarah Lee    | Seon Hwa Lee Inbee Park Mayumi Shimomura Namika Omata Canice Kung Yani Tseng      | Annika Sörenstam, captain Helen Alfredsson Nikki Campbell Nicole Castrale Paula Creamer Nathalie Gulbis     | Katherine Hull Cristie Kerr Christina Kim Suzann Pettersen Angela Stanford Karen Stupples        |